# Hockenhorn
Le Hockenhorn est un sommet du massif des Alpes bernoises de 3 293 m d'altitude, à la frontière du canton du Valais et du canton de Berne en Suisse, en bordure du Lötschental.
Sa première ascension dans a été réalisée en août 1840 par l'anglais Arthur Thomas Malkin. De nos jours, c'est un sommet facile à escalader pour des randonneurs de montagne expérimentés.
Du sommet, on a une vue remarquable sur la plupart des Alpes valaisannes jusqu'au mont Blanc.